# Туомиоя, Валто
Валто Ви́хтори Ту́омиоя (фин. Walto Wihtori Tuomioja; 7 марта 1888, Паркано, Або-Бьёрнеборгская губерния — 2 октября 1931, Хельсинки) — финский юрист, журналист и политик. Получил степень бакалавра права в 1916 году. В начале своей карьеры был активным членом младофинской партии; член парламента Финляндии с 1924 по 1929 год (также с 1930 до своей смерти в 1931 году). Представлял национальную прогрессивную партию. Работал редактором Helsingin Sanomat с 1927 по 1931 год. Отец премьер-министра Финляндии (1953-54) Сакари Туомиоя и дед министра иностранных дел Финляндии (2011-15) Эркии Туомиоя.